# بيل كوبس
بيل كوبس (بالإنجليزية: Bill Cobbs) مواليد 16 يونيو 1934 في كليفلاند، هو ممثل أمريكي بدأ مسيرته الفنية سنة 1974.

## الأعمال

### أفلام
- سيلكوود
- نادي القطن
- لون المال
- طائر
- الحارس الشخصي
- الببغاء بوللي
- عائلة ثورنبيري
- قلوب عشوائية
- يكفي
- ليلة في المتحف
- ليلة في المتحف 2
- الدمى المتحركة
- أوز: العظيم والقوي
- ليلة في المتحف: سر قبر

### مسلسلات
- شارع السمسم
- المدرب
- إن واي بي دي بلو
- جوال تكساس ووكر
- آل سوبرانو
- جاغ
- ستة أقدام تحت الأرض
- راجراتس
- الجناح الغربي

## وصلات خارجية
- بيل كوبس على موقع IMDb (الإنجليزية)
- بيل كوبس على موقع ألو سيني (الفرنسية)
- بيل كوبس على موقع أول موفي (الإنجليزية)
- بيل كوبس على موقع قاعدة بيانات برودواي على الإنترنت (الإنجليزية)
- بيل كوبس على موقع قاعدة بيانات الأفلام السويدية (السويدية)
- بيل كوبس على موقع إن إن دي بي (الإنجليزية)
- بيل كوبس على موقع قاعدة بيانات الفيلم (الإنجليزية)
- بيل كوبس على موقع كينوبويسك (الروسية)